# Fluktuationstheorem
Beim Fluktuationstheorem handelt es sich um ein Theorem aus der statistischen Physik, und zwar um eine der wenigen heutzutage bekannten exakten Relationen, die für beliebig weit aus dem Gleichgewicht getriebene Systeme gültig sind. Das Fluktuationstheorem setzt für solch ein System die Wahrscheinlichkeit von entropieerzeugenden zu entropievernichtenden Trajektorien in Beziehung. Dies ist insbesondere von Bedeutung für mikroskopisch kleine Systeme.
In makroskopischen Systemen hingegen entsprechen typischen Trajektorien große Entropieänderungen, und das Theorem liefert eine verschwindend kleine Wahrscheinlichkeit für entropievernichtende Trajektorien (in Übereinstimmung mit dem 2. Hauptsatz der Thermodynamik).

## Nicht-Gleichgewichtssysteme

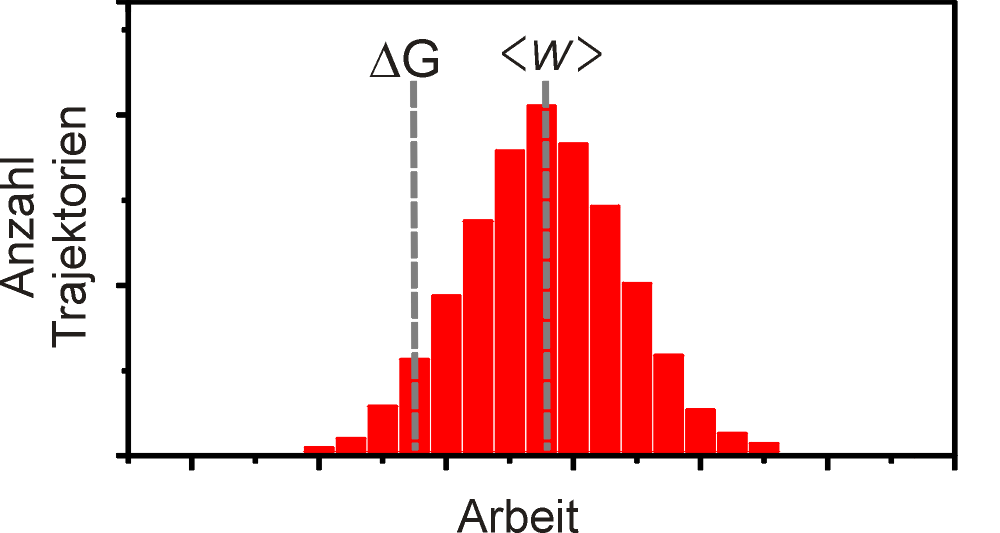
Arbeitsverteilung von 1000 Trajektorien

Gegenstand des Fluktuationstheorems sind Systeme in Kontakt mit einem Wärmebad, die durch Ändern von Parametern den Gleichgewichtszustand verlassen. Die Parameter ändern sich dabei bei jeder Wiederholung des Experiments in gleicher Weise, und von Interesse ist dabei u. a. die zu leistende Arbeit {\displaystyle W}.
Ein Beispiel ist ein mikrometergroßes Kügelchen, das von einem Kraftfeld {\displaystyle F\left({\textbf {x}}\right)} durch eine Flüssigkeit gezogen wird. Das Kraftfeld wird zu einem gegebenen Zeitpunkt eingeschaltet und wirkt über ein Zeitintervall gegebener Dauer, d. h. der Parameter ist hier die Stärke des Kraftfeldes. Die zu leistende Arbeit ergibt sich als Integral der Kraft entlang der Trajektorie. Wiederholt man das Experiment, so ergeben sich aufgrund thermischer Fluktuationen mehr oder weniger unterschiedliche Werte – es resultiert eine Verteilung von Arbeitswerten.
Die Abbildung rechts zeigt eine solche Verteilung für 1000 Trajektorien.
Neben vielen entropieerzeugenden Trajektorien (also solchen, bei denen Reibungsarbeit aufzuwenden ist) gibt es auch einige entropievernichtende Trajektorien. Diese kommen durch Fluktuationen des umgebenden Mediums zustande. Für das Beispiel bedeutet das, dass die Brownsche Molekularbewegung das Kügelchen zufällig in Ziehrichtung stößt. Solche entropievernichtenden Trajektorien wurden in der Literatur teilweise als „den 2. Hauptsatz verletzend“ bezeichnet. Dies ist falsch, da der 2. Hauptsatz nur für Mittelwerte gilt.

## Fluktuationstheorem von Crooks
Das Fluktuationstheorem von Crooks verknüpft die Wahrscheinlichkeit {\displaystyle P_{F}(W)} externer Arbeit {\displaystyle W} in einem Prozess mit der Wahrscheinlichkeit {\displaystyle P_{R}(-W)} externer Arbeit {\displaystyle -W} im zeitumgekehrten Prozess (mit vertauschtem Start- und Endpunkt). Es muss jeweils im Gleichgewicht gestartet werden, während der Endpunkt beliebig weit im Nichtgleichgewicht liegen kann. Das Crooks-Fluktuationstheorem lautet
{\displaystyle {\frac {P_{F}(W)}{P_{R}(-W)}}=e^{\beta W_{\text{diss}}}=e^{\Delta S/k_{\text{B}}},}
wobei {\displaystyle W_{\text{diss}}=W-\Delta F} die dissipative Arbeit ist, also der Teil der Gesamtarbeit, die während des Änderns der Parameter in Wärme umgewandelt wird. Das Symbol {\displaystyle \beta } steht für {\displaystyle \beta =1/(k_{\text{B}}T)}, mit der Temperatur {\displaystyle T} und der Boltzmannkonstante {\displaystyle k_{\text{B}}}.
Die zweite Gleichung ist Folge der Proportionalität von dissipativer Arbeit und Entropieproduktion {\displaystyle \Delta S=W_{\text{diss}}/{T}}.